# Port Vila
Port Vila là thủ đô và là thành phố lớn nhất của Vanuatu. Nằm trên bờ biển phía nam của đảo Efate, thuộc tỉnh Shefa, dân số thành phố trong cuộc điều tra dân số cuối cùng (1999) là 29.356 tăng 55% so với kết quả điều tra dân số trước đây (1989). Dân số năm 2007 là khoảng 40.000 hoặc khoảng 65% dân số của tỉnh Shefa. Port Vila là trung tâm kinh tế và thương mại của Vanuatu.

## Lịch sử

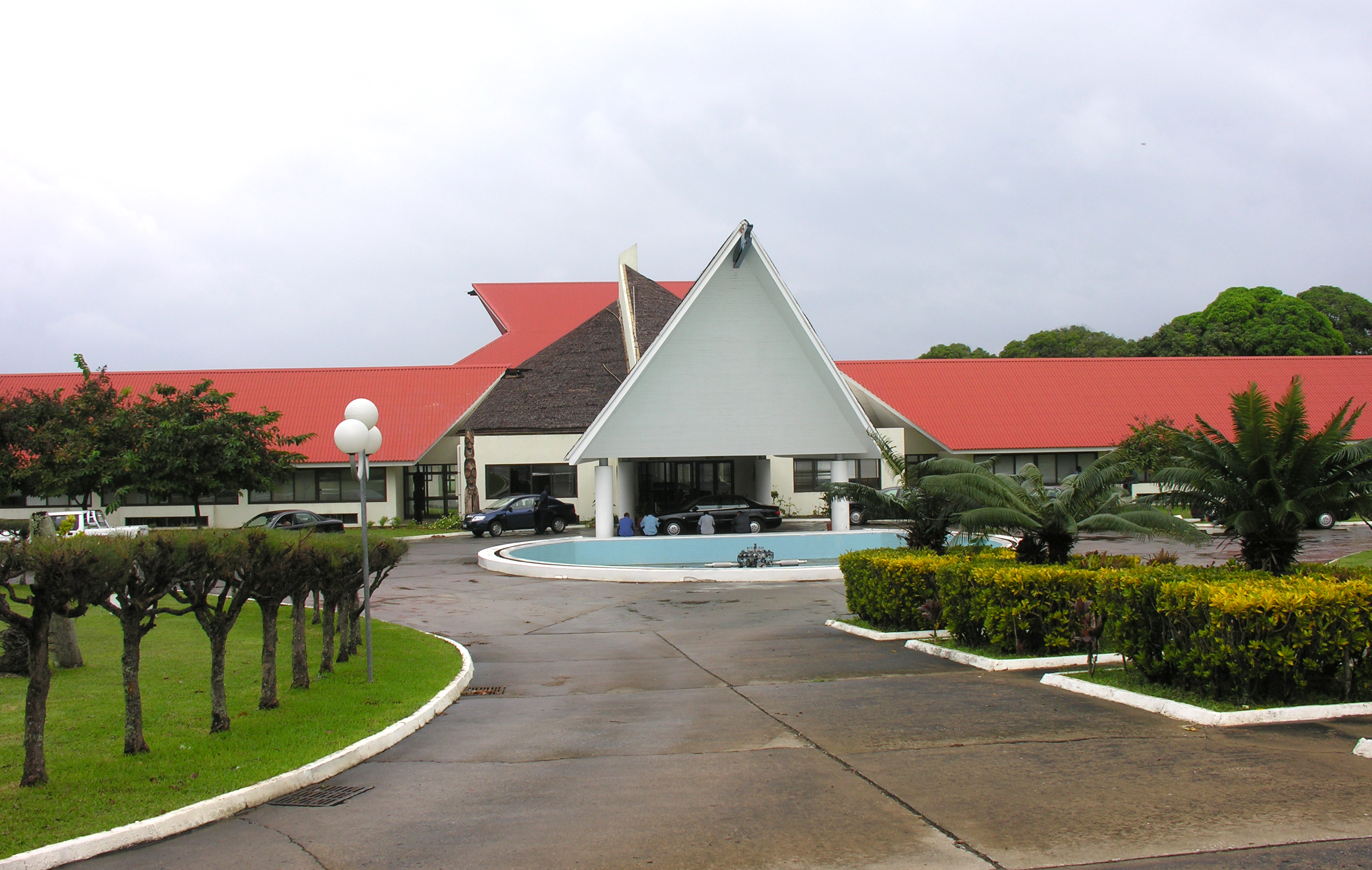
Trụ sở Quốc hội Vanuatu

Các khu vực mà nay là Port Vila là nơi sinh sống của người Melanesia cách đây hàng ngàn năm. Năm 1606, những người châu Âu đầu tiên đến hòn đảo, dẫn đầu là Pedro Fernández de Quirós và Luis Váez de Torres. Trong thế kỷ 19, những người định cư Pháp đã thành lập đô thị Franceville, và tuyên bố độc lập vào năm 1889, trở thành quốc gia tự trị đầu tiên thực thi phổ thông đầu phiếu không phân biệt giới tính hay chủng tộc. Mặc dù dân số vào thời điểm đó chỉ bao gồm khoảng 500 đảo bản địa và ít hơn 50 người da trắng, chỉ người da trắng được phép nắm giữ các chức vụ. Một trong những tổng thống được bầu là một công dân sinh ra ở Mỹ, RD Polk.
Sau năm 1887, Đế quốc Pháp và Đế quốc Anh cũng nhau quản lý lãnh thổ. Điều này đã được chính thức hóa vào năm 1906 trong một hiệp ước giữa Anh-Pháp. Trong Chiến tranh thế giới II, Port Vila là một căn cứ không quân của Mỹ và Úc. Năm 1987, cơn bão Uma làm hư hại thành phố. Một trận động đất mạnh vào tháng 1 năm 2002 gây thiệt hại rộng lớn ở thủ đô và các khu vực xung quanh.

## Địa lý

### Khí hậu
Port Vila có khí hậu xích đạo (phân loại khí hậu Köppen Af) với hai mùa mưa và mùa khô rõ rệt. Thành phố có nhiều gió mậu dịch và lốc xoáy.
| Dữ liệu khí hậu của Port Vila     | Dữ liệu khí hậu của Port Vila | Dữ liệu khí hậu của Port Vila | Dữ liệu khí hậu của Port Vila | Dữ liệu khí hậu của Port Vila | Dữ liệu khí hậu của Port Vila | Dữ liệu khí hậu của Port Vila | Dữ liệu khí hậu của Port Vila | Dữ liệu khí hậu của Port Vila | Dữ liệu khí hậu của Port Vila | Dữ liệu khí hậu của Port Vila | Dữ liệu khí hậu của Port Vila | Dữ liệu khí hậu của Port Vila | Dữ liệu khí hậu của Port Vila |
| Tháng                             | 1                             | 2                             | 3                             | 4                             | 5                             | 6                             | 7                             | 8                             | 9                             | 10                            | 11                            | 12                            | Năm                           |
| --------------------------------- | ----------------------------- | ----------------------------- | ----------------------------- | ----------------------------- | ----------------------------- | ----------------------------- | ----------------------------- | ----------------------------- | ----------------------------- | ----------------------------- | ----------------------------- | ----------------------------- | ----------------------------- |
| Cao kỉ lục °C (°F)                | 35.0 (95.0)                   | 33.9 (93.0)                   | 33.5 (92.3)                   | 32.5 (90.5)                   | 31.1 (88.0)                   | 32.0 (89.6)                   | 34.3 (93.7)                   | 32.0 (89.6)                   | 31.5 (88.7)                   | 31.2 (88.2)                   | 33.0 (91.4)                   | 35.6 (96.1)                   | 35.6 (96.1)                   |
| Trung bình ngày tối đa °C (°F)    | 31.3 (88.3)                   | 31.2 (88.2)                   | 30.8 (87.4)                   | 29.9 (85.8)                   | 28.8 (83.8)                   | 27.4 (81.3)                   | 26.4 (79.5)                   | 27.0 (80.6)                   | 27.7 (81.9)                   | 28.5 (83.3)                   | 29.2 (84.6)                   | 30.7 (87.3)                   | 29.1 (84.4)                   |
| Trung bình ngày °C (°F)           | 26.4 (79.5)                   | 26.5 (79.7)                   | 26.3 (79.3)                   | 25.3 (77.5)                   | 24.1 (75.4)                   | 23.0 (73.4)                   | 22.1 (71.8)                   | 22.0 (71.6)                   | 22.7 (72.9)                   | 23.4 (74.1)                   | 24.6 (76.3)                   | 25.7 (78.3)                   | 24.3 (75.7)                   |
| Tối thiểu trung bình ngày °C (°F) | 22.5 (72.5)                   | 23.0 (73.4)                   | 22.6 (72.7)                   | 22.0 (71.6)                   | 20.2 (68.4)                   | 19.8 (67.6)                   | 18.2 (64.8)                   | 18.0 (64.4)                   | 18.4 (65.1)                   | 19.6 (67.3)                   | 20.7 (69.3)                   | 21.7 (71.1)                   | 20.5 (68.9)                   |
| Thấp kỉ lục °C (°F)               | 15.8 (60.4)                   | 15.0 (59.0)                   | 16.3 (61.3)                   | 14.5 (58.1)                   | 13.4 (56.1)                   | 10.0 (50.0)                   | 8.5 (47.3)                    | 10.0 (50.0)                   | 9.9 (49.8)                    | 11.0 (51.8)                   | 12.6 (54.7)                   | 15.2 (59.4)                   | 8.5 (47.3)                    |
| Lượng mưa trung bình mm (inches)  | 316.1 (12.44)                 | 273.7 (10.78)                 | 320.9 (12.63)                 | 255.2 (10.05)                 | 210.3 (8.28)                  | 180.0 (7.09)                  | 94.4 (3.72)                   | 87.4 (3.44)                   | 87.3 (3.44)                   | 134.1 (5.28)                  | 192.3 (7.57)                  | 187.2 (7.37)                  | 2.338,9 (92.09)               |
| Số ngày mưa trung bình (≥ 1.0 mm) | 15.4                          | 16.6                          | 18.5                          | 17.1                          | 12.9                          | 11.3                          | 10.3                          | 9.8                           | 8.1                           | 8.4                           | 12.1                          | 13.2                          | 153.7                         |
| Độ ẩm tương đối trung bình (%)    | 84                            | 85                            | 86                            | 87                            | 85                            | 85                            | 83                            | 82                            | 80                            | 81                            | 82                            | 83                            | 84                            |
| Số giờ nắng trung bình tháng      | 220.1                         | 155.4                         | 198.4                         | 165.0                         | 170.5                         | 162.0                         | 148.8                         | 167.4                         | 174.0                         | 198.4                         | 180.0                         | 195.3                         | 2.135,3                       |
| Số giờ nắng trung bình ngày       | 7.1                           | 5.5                           | 6.4                           | 5.5                           | 5.5                           | 5.4                           | 4.8                           | 5.4                           | 5.8                           | 6.4                           | 6.0                           | 6.3                           | 5.8                           |
| Nguồn: Deutscher Wetterdienst     |                               |                               |                               |                               |                               |                               |                               |                               |                               |                               |                               |                               |                               |

## Kinh tế

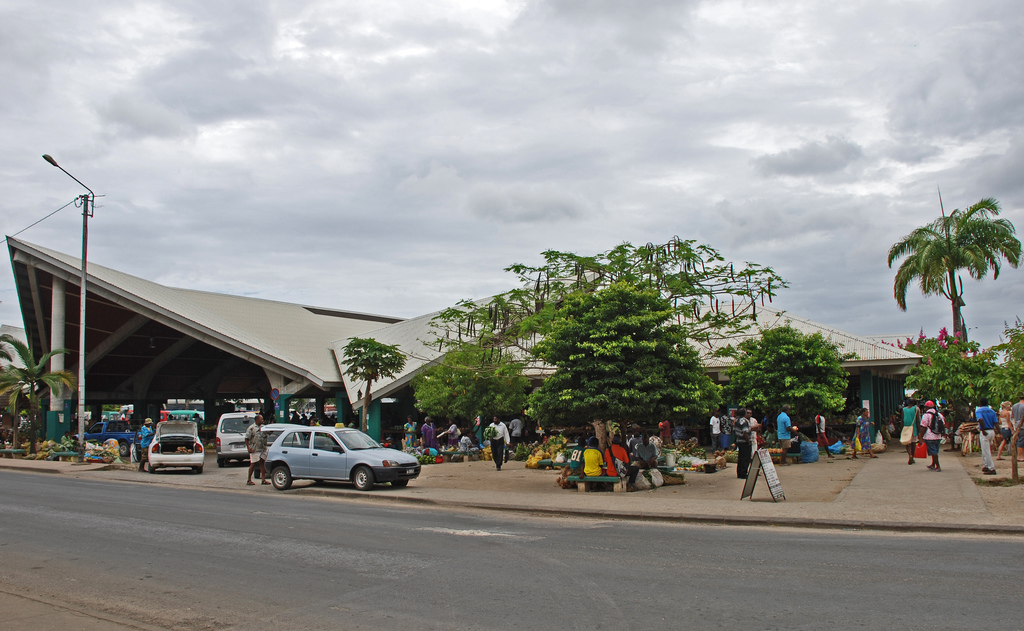
Chợ Port Vila

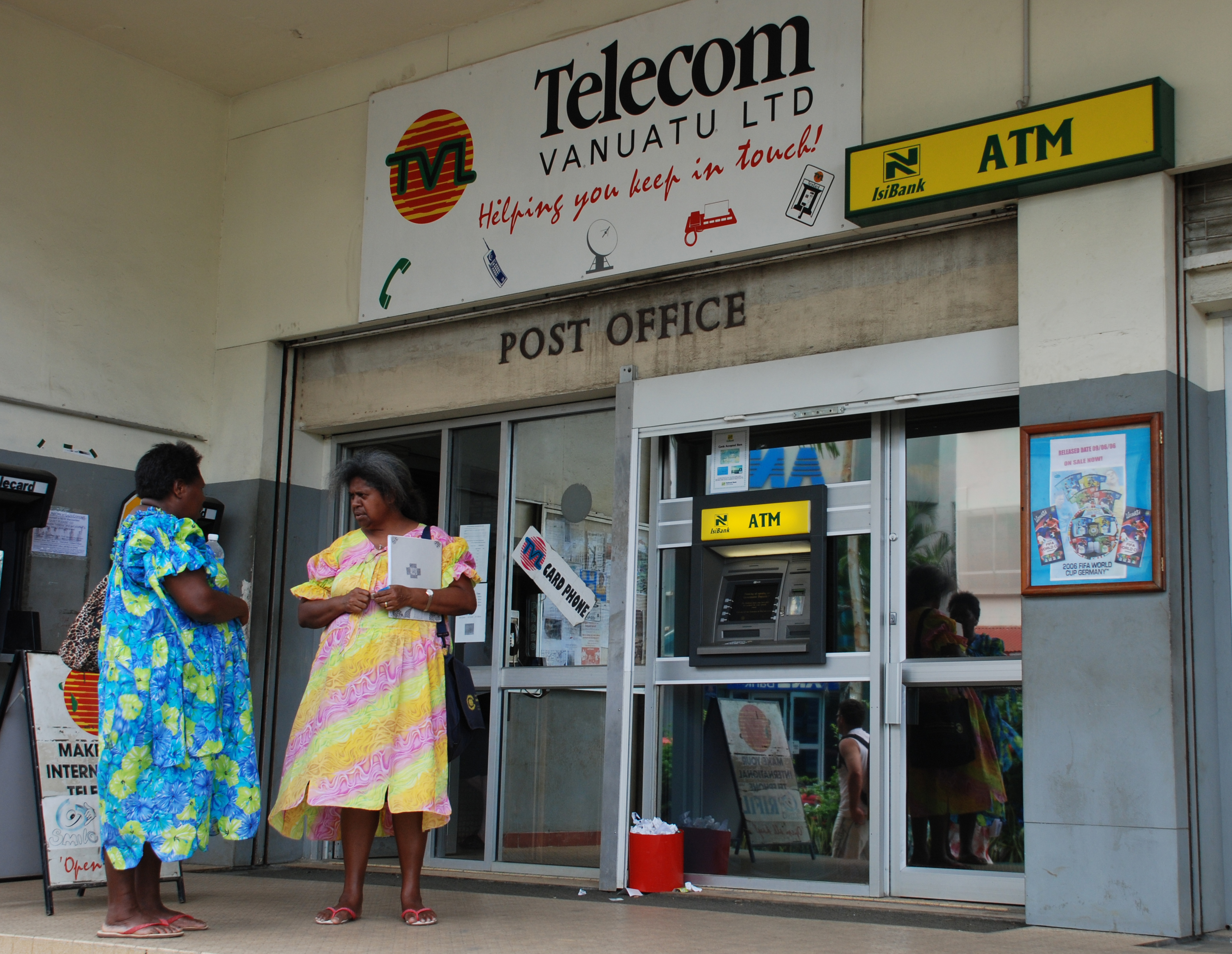
Bưu điện Port Vila

Port Vila là cảng quan trọng nhất của Vanuatu và cũng là trung tâm thương mại của nước này. Sân bay quốc tế Bauerfield (VLI) cũng nằm trong thành phố. Ngành kinh tế chính ở thành phố này vẫn nông nghiệp và đánh cá. Du lịch cũng đang trở thành một ngành quan trọng, đặc biệt là du khách từ Australia và New Zealand. Có hơn 50.000 du khách vào năm 1997. Vanuatu là một thiên đường thuế, và đầu tư ra nước ngoài ở Port Vila là một phần quan trọng của nền kinh tế.
Vanuatu vẫn còn phụ thuộc vào viện trợ nước ngoài, hầu hết trong số đó đến từ Australia và New Zealand, mặc dù trong những năm gần đây, viện trợ cũng đến từ Cộng hòa Nhân dân Trung Hoa. Air Vanuatu có trụ sở chính ở Vanuatu House tại Port Vila . 35,7% xuất khẩu là từ Port Vila và 86,9% nhập khẩu đến Port Vila.

## Nhân khẩu
Dân số thành phố khoảng 38.000 người; chủ yếu là người Melanesia, với thiểu số là người Polynesia, người gốc châu Á, người gốc châu Âu.

### Ngôn ngữ
Bislama, một thứ tiếng bồi có 95% từ vựng mượn từ tiếng Anh, là ngôn ngữ thông dụng nhất ở thành phố. Ngoài ra, tiếng Anh và Pháp cũng được nói rộng rãi. Các ngôn ngữ bản địa cũng được nói trong thành phố.

### Tôn giáo
Công giáo là tôn giáo chính trên toàn Vanuatu với 90% dân số. Lớn nhất trong đó là Giáo hội Trưởng Lão chiếm 1/3 dân số, sau đó là Công giáo La Mã và Giáo hội Melanesia mỗi nhóm chiếm khoảng 15%.

## Thành phố kết nghĩa
Port Vila kết nghĩa với:
- Bora-Bora, Polynesia thuộc Pháp[6]
- Dumbéa, New Caledonia[7]
- Phật Sơn, Trung Quốc[8]
- Lifou, New Caledonia[7]
- Thượng Hải, Trung Quốc[9]
- Ngân Xuyên, Trung Quốc[10]